# Cantica Symphonia
Cantica Symphonia est un groupe vocal et instrumental italien de musique ancienne, spécialisé dans l'interprétation de musiques médiévale, de la Renaissance et des débuts de l'ère baroque. Il est principalement connu pour ses interprétations des œuvres de Guillaume Dufay.

## Histoire
Le groupe est fondé en 1995, par Giuseppe Maletto et Svetlana Fomina, afin d'approfondir la connaissance et d'offrir au public des interprétations des chefs-d'œuvre de la polyphonie médiévale et de la Renaissance. En deux décennies, il donne de nombreux concerts en Europe, enregistre des CD et s'impose comme une référence de l'interprétation, avec des voix et des instruments, de la musique polyphonique, en particulier du XVe siècle.
Le groupe, composé d'instrumentistes et chanteurs qui travaillent ou ont travaillé avec les groupes de premier plan spécialisés dans la musique ancienne (y compris Mala Punica, Hespèrion XXI, La Venexiana, Concerto italien, Tetraktys), propose, dans un souci philologique constant, une interprétation de la musique ancienne. Le choix des voix, des instruments de musique et des techniques d'interprétation utilisées à l'époque demeure la plus grande préoccupation du groupe. Cantica Symphonia tente également de donner vie et aisance à l'interprétation de la complexité structurelle des compositions de cette période.
La base de leur répertoire comprend des œuvres du compositeur franco-flamand Guillaume Dufay, musicien de transition entre la musique médiévale et la musique de la Renaissance.
Cantica Symphonia se produit en concerts en Italie, ainsi que dans de nombreux pays européens. Il a participé à plusieurs grands festivals de musique ancienne.
Il compte à son actif des enregistrements sous les labels Opus 111, Stradivarius et Glossa, dont plusieurs ont reçu des récompenses de magazines spécialisés : Diapason d'or, Choc du Monde de la Musique, 10 de Répertoire. Le disque intitulé Quadrivium, consacré aux motets de Dufay, a reçu le Diapason d'or de l'année 2005.
Les compositeurs contemporains Filippo Del Corno, Carlo Galante et Yakov Gubanov ont écrit des compositions spécialement pour Cantica Symphonia.

## Membres de l'ensemble
- Laura Fabris, Alena Dantcheva, Teresa Nesci, Francesca Cassinari, soprano
- Giuseppe Maletto, Fabio Furnari, Gianluca Ferrarini, ténor
- Marco Scavazza, Mauro Borgioni, baryton
- Svetlana Fomina, vielle
- Efix Puleo, vielle
- Marta Graziolino, harpe
- Guido Magnano, orgue
- Mauro Morini, David Yacus, Ermes Giussani, trombone
- Michele Pasotti, luth

## Festivals
- Rencontres de musique médiévale du Thoronet
- Festival van Vlaanderen de Bruges et Anvers
- Tage alter Musik de Ratisbonne
- Concerts de St. Germain de Genève
- MiTo / Settembre Musica de Turin
- Stagione dell Unione Musicale de Turin
- Concerts au Collège des Bernardins de Paris (Radio France)
- Concerts des Billettes de Paris
- Festival Oude Muziek d'Utrecht
- Festival Musica sacra de Maastricht
- Saison musicale de l'Abbaye de Pontigny

## Discographie
- 1998 - Guillaume Dufay, Fragmenta Missarum (Stradivarius, STR 33440)
- 2000 - Almisonis Melos. Latin motets and mass fragments in the Ivrea Codex (Opus 111, OPS 30-309)
- 2000 - Guillaume Dufay, Missae "Resvellies vous" e "Ave Regina coelorum" (Stradivarius, STR 33569)
- 2001 - Claudio Monteverdi, Combattimento di Tancredi e Clorinda / Giacomo Carissimi, Jephte, con l'Ensemble Il Falcone, dir. Fabrizio Cipriani (Callisto, 0401)
- 2004 - Costanzo Festa, Mottetti (Stradivarius, STR 33439)
- 2004 - Costanzo Festa, Mottetti, vol. 2 (Stradivarius, STR 33585)
- 2005 - Guillaume Dufay, Quadrivium (Glossa, GCD P31902)
- 2006 - Guillaume Dufay, Tempio dell’Onore e delle Vertù. Chansons (Glossa, GCD P31903)
- 2006 - Claudio Monteverdi, Missa In Illo Tempore / Francesco Cavalli, Missa Pro Defunctis (Stradivarius, STR 33665)
- 2008 - Guillaume Dufay, Supremum est mortalibus bonum (Glossa, GCD P31904)
- 2008 - Stella del nostro mar. Past and present reflections of the Marian inspiration (Glossa, GCD P31905)
- 2009 - Antoine Busnois, L'homme armé (Glossa, GCD P31906)
- 2014 - Guillaume Dufay, The Masses for 1453 (Missa Se la face ay pale / Missa L'homme armé) (Glossa, GCD P31907)
- 2015 - Heinrich Isaac, Missa Misericordias Domini & Motets (Glossa, GCD P31908)